# Alpha (The Walking Dead)
Alpha es un personaje de ficción en la serie de historietas de The Walking Dead y en serie de televisión del mismo nombre. Ella es la líder de un grupo de sobrevivientes, llamados "Los Susurradores", un grupo misterioso que viste las pieles de los caminantes para enmascarar su presencia. Samantha Morton interpreta a Alpha en la serie de televisión del mismo nombre y apareció por primera vez en el noveno estreno de mitad de la novena temporada de la serie.

## Apariciones

### Cómic
Alpha era la líder de los Susurradores y la madre de Lydia. Después de que Dante ataca a los Susurradores que mataron a Doug y al otro guardia de Hilltop, él va a ver cómo lo habían atacado. Más tarde, Alpha aparece detrás de él y apunta su escopeta hacia él. Alpha y varios de los suyos se acercan a las puertas de Hilltop e intercambian a Ken y Dante por Lydia quien estaba cautiva en Hilltop. Cuando Carl persigue a los Susurradores para ir por Lydia, él es tomado prisionero. Alpha decide infiltrarse en la zona segura de Alexandria y compra una espada en la feria. Después de conocer a Rick, ella permite que Carl y Lydia se vayan, con la condición de que nadie cruce una frontera que marcó. En su camino de regreso, Rick y el grupo descubren que Alpha ha decapitado a doce residentes de la Zona Segura, la Colonia Hilltop, el Reino y el Santuario y que usó sus cabezas colocadas en picas para marcar la frontera (Entre varios de ellos están decapítados Rosita y Ezekiel). Después de esto, Rick envia a Negan como mensajero de la muerte para matar a Alpha y logra infiltrarse en el grupo de Los Susurradores, al ganarse la confianza de Alpha. Durante una conversación con Negan sobre lo ocurrido, Alpha dejó entre ver su verdadera cara y admitió no ser la mujer fuerte que aparentaba ser. Tras haber bajado la guardia, Negan aprovechó el momento y le corta la yugular, sorpresivamente decapitó a la mujer con la intención de llevarle la cabeza a Rick. El decapitado cuerpo de Alpha fue encontrado por Beta, quien devastado por la muerte de su amada decidió tomar el mando del grupo y vengar la muerte de la mujer liderando a la masiva horda de caminantes hacía las comunidades. La cabeza zombificada de Alpha fue utilizada por Negan para obtener la confianza de Rick y obtener un lugar en su comunidad.

### Adaptación de TV
Alpha es la líder de los Susurradores, un grupo de sobrevivientes que se camuflan con la piel de los caminantes para poder vivir en los exteriores y la principal antagonista de la novena temporada. El oscuro pasado de Alpha se revela en flashbacks; se muestra que ella mató a su esposo Frank y su grupo de sobrevivientes durante las etapas iniciales del brote, considerándolos como "personas débiles". Ella aparece en el Hilltop con algunos de los miembros de su grupo, exigiendo a la comunidad que le devuelva a su hija Lydia. Se reveló que asesinaron y decapitaron a varios miembros clave de la comunidad para que enseñaran a Daryl a no entrar en su territorio, poniendo sus cabezas en unas picas, dando a conocer el límite de la frontera.[cita requerida]

#### Temporada 9
En el estreno de mitad de temporada "Adaptation", Alpha encabeza a un grupo de Susurradores que captura Alden y Luke, revelando que establecieron una Rastro de flechas para que las sigan. Ella blandea una Escopeta recortada hacia ellos, y proclama: "El camino termina aquí". En el episodio "Omega", Lydia cuenta su historia en flashback al grupo en Hilltop que la ha capturado, vinculándose con Henry en el proceso. Al final del episodio, en la parte frontal de la puerta Hilltop, la líder de los Susurradores, la madre de Lydia, ahora conocida como Alpha, aparece desenmascarada y se presenta. Alpha anuncia a los residentes de Hilltop que ella solo quiere una cosa de ellos: su hija.  En el episodio "Bounty", Alpha exige que los residentes de Hilltop entreguen a su hija Lydia. Ella explica que se ha quitado la máscara de su caminante para mostrarles que ella viene en paz y que está dispuesta a pasar por alto el traspaso de sus tierras. Daryl decide caminar afuera para hablar con Alpha cara a cara; los dos se encuentran. Inicialmente ignora las demandas de Alpha, ya que ella y sus aliados humanos son pocos en comparación con las fuerzas de Hilltop. Sin embargo, hay muchos más aliados de Alpha en espera más allá de las líneas de árboles, así como una horda de caminantes. Daryl le dice a Alpha que no puede tener a Lydia y le informa que está listo para pelear con su gente para asegurarse de que no recupere a Lydia, hasta que ve a uno de los Susurradores con un bebé. De repente, un par de Susurradores traen a Alden y Luke. Alpha entonces ofrece intercambiar a ambos por su hija; Daryl acepta. A medida que el enfrentamiento continúa, el bebé que pertenece a una de las mujeres disfrazadas comienza a llorar, atrayendo a los caminantes. Alpha se encoge de hombros y le dice a la madre que debe dejar al bebé para que muera. Temiendo por su vida y no teniendo otra opción, la madre del bebé decide abandonarlo mientras él sigue llorando. Alden y Luke le piden a Alpha que salve al bebé, pero Alpha se niega. Connie luego se apresura y logra salvar al bebe ante una horda caminante. Lydia finalmente opta por irse por su propia cuenta y se intercambia por Alden y Luke. Reunida, Lydia se disculpa con su madre, pero Alpha la golpea en la cara y le ordena que se dirija a ella como "Alpha" como todos los demás. Luego le sonríe a Daryl mientras se van. En el episodio "Guardians", mientras Alpha conduce a su grupo de regreso al campamento, ella le pregunta a Lydia sobre su tiempo en Hilltop y revela cualquier información que haya aprendido mientras estuvo cautiva, pero su hija Afirma que hubo poco interés. Henry finalmente se pone al día con Lydia y los Susurradores, y los observa desde una distancia cercana mientras descansan, pero Beta, el segundo al mando de Alpha, los encuentra y los atrapa. Beta arroja a Henry frente a Alpha, quien le pregunta al niño. Henry revela que vino solo a buscar a Lydia; Alpha decide que Henry vendrá con ellos. En el camino de regreso al campamento, Alpha le pregunta a Lydia por qué no mencionó a Henry. Lydia explica que no valía la pena mencionarlo, pero Alpha le recuerda que solo arriesgó su vida para salvarla, por lo que ella debe estar mintiendo. Los Susurradores pronto regresan a su campamento. En el campamento de los Susurradores, Alpha se burla de un Henry asegurado y le explica por qué se disfrazan de caminantes, mientras que los fuertes se adaptan mientras que los débiles mueren. Segundos más tarde, dos de los suyos, Sean y Helen, se acercan a ella y le preguntan por qué renunciaron a dos personas por su hija. Alpha les recuerda que lo hizo para obtener información, pero Sean le plantea un desafío a su papel de liderazgo. En respuesta, Alpha confirma que él tiene el derecho de desafiar su posición, pero que ella también tiene el derecho de defenderla. Al saber que Helen había estado sembrando semillas de descontento dentro del grupo, Alpha la agarra y la decapita con un trozo de alambre. Luego le pasa la cabeza a un sollozo de Sean antes de apuñalarlo fatalmente en el estómago, mientras Henry lo mira con horror. En privado, Alpha le cuenta a Beta una historia sobre Lydia cuando tenía tres años. Luego ambos acuerdan que Henry puede ser útil y que necesitan averiguar si Lydia realmente siente algo por él. Por la noche, Beta lleva a Henry a Alpha. Desenmascarada, Alpha deja caer su cuchillo y hace que Lydia lo recoja, ordenándole que mate a Henry para que pueda demostrar de qué lado está; Lydia recoge el cuchillo y empieza a llorar. Su madre le advierte que no sea débil y Beta le dice que los matará a ambos si no mata a Henry. De repente, una pequeña horda de caminantes aparece y comienza a comer los Susurros desenmascarados, creando una confusión masiva. Alpha y los demás se ponen rápidamente las máscaras para que puedan tratar de atraer a la manada. Momentos después, Daryl y Connie llegan disfrazados de Susurradores para liberar y rescatar a Henry y Lydia, y juntos a los cuatro escapar. En el episodio "The Calm Before", cuando comienza la feria en el Reino, Alpha lidera un ataque a una caravana desde la colonia Hilltop que se dirige al Reino. Alpha se ha colado en la feria, haciéndose pasar por una de las asistentes a la feria de Alexandria que ella asesino y desde la caravana y reúne información. Esa noche, cuando la mayoría de los asistentes a la feria se reúnen para la película, Lydia está reservando un asiento para Henry cuando Alpha se sienta a su lado en silencio y le hace señas para que se quede callada. Fuera del teatro, Alpha intenta convencer a Lydia de que la acompañe, pero Lydia la rechaza. Alpha le dice que no es fuerte y que ya no forma parte de su grupo, y se va. Más tarde, en el nuevo campamento de los Susurradores, Alpha, ahora disfrazada, se une a su gente y se acerca a Daryl, Michonne, Carol, y Yumiko, quienes fueron capturados por Beta y ahora están atado a un árbol. Después de anunciar que su hija ya no es una preocupación, Alpha saca una escopeta y le dice a Daryl que la acompañe sola. Al amanecer, Alpha obliga a Daryl a la cima de un acantilado donde una horda gigantesca de caminantes y Susurradores que caminan por debajo de ellos. Ella le dice que sus amigos en el campamento están bien y que ella ha marcado una línea que es la extensión de sus tierras, pero la próxima vez que su gente cruce a su tierra, liberará a la horda en la suya. Daryl pregunta si ella mató a Lydia y Alpha le dice que no la mató y duda que Daryl pueda protegerla. Él le dice que ella está equivocada y se va y se reúne con sus amigos. De vuelta en su campamento, Alpha, en privado, comienza a llorar por la pérdida de su hija. Sin embargo, un Susurrador accidentalmente es testigo de su llanto. En respuesta, Alpha termina matando al Susurrador al apuñalarlo en el cuello, asegurándose de que nadie la vea débil. El grupo de Daryl encuentra una línea de diez cabezas decapitadas en picas compuestas por Ozzy, Alek, DJ, Frankie, Tammy Rose, Rodney, Addy, Enid, Tara y Henry, significaba significar el límite del territorio de Alpha. En el final de la temporada "The Storm", en su campamento, Alpha le recuerda a Beta que tendrá que ser fuerte para lo que vendrá a continuación y Beta le asegura que lo será. Según la solicitud de Alpha, Beta azota su brazo con una rama para hacerla más fuerte, dejando varias pestañas en su brazo, como solía hacer con Lydia.

#### Temporada 10
En  el episodio "We Are the End of the World" muestran flashbacks revelan el primer encuentro de Alpha con Beta. En el presente, Alpha le ordena a Beta que recolecte más caminantes de un estacionamiento cercano y que lleve a dos hermanas con él. En el garaje, Beta atrae con éxito a los caminantes para que lo sigan, pero una de las hermanas, Frances, a quien Alpha había obligado a dejar a su bebé en el puesto avanzado de Hilltop en "Bounty", cree que escucha a un bebé llorando cerca y entra en pánico, causando atrae la atención de los caminantes. Beta rescata a Frances y regresan a su campamento sin los caminantes. Allí, Beta está listo para matar a Frances, pero Alpha lleva a Frances a hablar y Frances llora y se arrepiente. Beta se preocupa de que Alpha no castigue a Frances por mostrar debilidad y se pregunta por qué no han atacado a los otros grupos. Él la sigue a su antiguo campamento y descubre que Alpha ha instalado un pequeño santuario para Lydia, incluida su vieja muñeca de conejito. Alpha admite que Lydia sigue viva y ha mostrado debilidad al no atacar a las comunidades. Beta le asegura que fue hecha para este mundo. Alpha destruye el santuario y junto con Beta, repite el código de los Susurradores, "Somos el fin del mundo". Alpha afirma que pronto atacarán a las comunidades. Justo entonces, ven el rastro de fuego del satélite caído en lo alto y se estrellan cerca, atrayendo a los caminantes hacia ellos. En medio del caos, Frances ve a un caminante con un porta-bebé y nuevamente entra en pánico y Alpha se apresura a tratar de salvarla, pero está abrumada. La hermana de Frances se apresura, arrastrando a Alpha a un lugar seguro después de alejar a Frances de ella y llevarla a la multitud de caminantes, quienes luego matan a Frances. Mientras los Susurradores encuentran refugio, Alpha queda impresionado con el sacrificio de la hermana de Frances y la llama Gamma. Pasaron varios días y los Susurradores van a investigar el satélite caído y Alpha, quitándose la máscara, mira a Carol desde un barranco. En "Ghosts", Alpha envía a Gamma a Alexandria para informar a Michonne, Daryl y Carol para que se reúnan con Alpha. Alpha luego los amenaza con no cruzar sus fronteras nuevamente mientras toman más de su tierra en el proceso.
En "What It Always Is", Alpha diseña un plan para atacar a sus enemigos lentamente, Alpha ordenó a Gamma que use a los "guardianes" para contaminar el río que las comunidades usaban para abastecerse de agua y cuando su aprendiz regresó al campamento. para pedir otro caminante, Alpha terminó con uno de sus sujetos que había desafiado sus estrategias de ataque y se lo entregó para que lo usara en su misión una vez que se convirtiera. Cuando Gamma le mostró a Alpha su mano herida cubierta por vendajes que uno de sus enemigos le había dado, la mujer trastornada confesó que entendía sus acciones asumiendo que era un sacrificio necesario y comentó que el hombre que la había ayudado podría ser útil para ellos.
En "Bonds", cuando Negan fue descubierto rondando dentro de su territorio, Alpha decidió realizar algunas pruebas para determinar si era lo suficientemente fuerte como para hablar con ella y ponerlo en a cargo de su mano derecha. Aunque Beta expresó su descontento por tener al recién llegado dentro del grupo, Alpha le preguntó si finalmente había decidido desafiarla a tomar el mando de los Susurradores, pero él se negó rotundamente y se arrodilló ante ella prometiéndole que nunca más volvería a cuestionar sus decisiones. Sin embargo, Alpha estaba completamente decepcionada cuando Beta le informó que Negan había muerto en su prueba final, pero fue más su sorpresa cuando el tirano apareció en el campamento y se arrodilló antes de que ella jurara su total lealtad, finalmente fue aceptado por Alpha como miembro del grupo.
En "Open Your Eyes", después de encontrar a Gamma en medio del bosque, Alpha le preguntó rápidamente sobre la información que había recibido de Aaron sobre su grupo, pero se decepcionó cuando la niña solo logró averiguar su nombre y que tenía una hija. Al notar signos de debilidad en su aprendiz, Alpha le ordenó que se quitara la máscara y finalmente procedió a azotar su brazo para que pudiera mantenerse fuerte; recordándole que el enemigo la estaba usando y que no debía permitirse caer en sus encantos. En "The World Before" cuestionando la lealtad de Gamma al grupo, Alpha decidió alejar a su gigantesca horda de caminantes de su antiguo escondite para encerrarlos dentro de una cueva cercana. Después de presenciar cómo sus enemigos entraron una vez más en su territorio en busca de su horda, Alpha vio a Carol para atraer su atención y corrió hacia el bosque para entrar en la cueva. Por lo tanto, el grupo la siguió al lugar y finalmente cayeron en la trampa de estar encerrados en las profundidades del sitio a merced de cientos de caminantes.
En "Squeeze", buscando que sus enemigos no escaparan de la cueva, Alpha los observó desde una distancia satisfecha y ordenó a sus hombres que los acabaran de una vez por todas. Después de regresar al campamento, Alpha reveló a Beta y Gamma lo que había sucedido, asumiendo que sus enemigos los estaban espiando en todo momento, y le confió a este último que fuera a la frontera para dejar un mensaje para su espía de Alexandría. Mientras se aliviaba en una letrina improvisada, Alpha recibió una visita de Negan, quien le sugirió que el traidor que estaba buscando podría estar dentro del campamento y mencionó a Gamma como la única responsable de jugar para los dos bandos debido a la confianza que Gamma tenía en ella. A pesar de desconfiar de la teoría del hombre que afirmaba que solo quería causar paranoia entre sus seguidores, Alpha comenzó a considerar que las palabras del tirano tenían sentido y corroboraron esto cuando Beta le informó que los guardias no habían visto a Gamma llegar a la frontera. Sabiendo que tenía que pagar por todo lo que había hecho, Alpha ordenó a su mano derecha que rastreara a la niña y la trajera ante ella para que él pudiera castigarla frente a todo el grupo. Como una forma de compensar su gran contribución, Alpha escoltó a Negan hasta los confines de su campamento y consciente del comportamiento vulgar que el hombre transmitió durante su estadía en el grupo, decidió pagarle de la misma manera. Ordenándole al villano que se desnudara, Alpha se le acercó también sin ropa y solo manteniendo su máscara de caminante; procediendo a besarse.
En el episodio "Stalker", Alpha junto con sus hombres preparan una horda de caminantes para atacar Hilltop, cuando de repente aparece Daryl y los embosca, matando a sus secuaces. Alpha y Daryl comienzan una pelea mano a mano donde ambos terminan gravemente heridos. Sin embargo, su intento de deshacerse de Daryl fue en vano e incapaz de hacerlo sola. Alpha permaneció tirada en el suelo mientras se desangraba y agradeció a Daryl, gravemente herida, por ayudarla a fortalecerse, pero se ofendió cuando la acusó de alejarse de su hija por el simple hecho de que no la amaba. Cuando Lydia apareció en la escena, Alpha estaba más que feliz de ver que estaba a salvo y la instó a terminarla para tomar el liderazgo de los Susurradores, pero no sintió nada más que decepción cuando su hija aseguró que la única razón para el que se había acercado a ella fue para que ella pudiera salvar a Daryl. Más tarde, después de ser descubiertos por sus miembros, Alpha les prometió que se vengarían de las comunidades con su horda y recitó el lema del grupo declarando así la inminente guerra que se avecinaba. En el episodio "Morning Star", mientras conducía a su horda de caminantes directamente a ka colonia Hilltop, Negan corrigió su plan para acabar con sus enemigos, quien le propuso a Alpha de destruirlos a todos, debería obligarlos a rendirse para que pudieran unirse a sus tropas. Sin embargo, la mujer trastornada una vez que llegó a Hilltop permitió a su gente atacar a la comunidad como estaba planeado. Cuando Negan expresó confusión sobre la forma en que entendió su propuesta, Alpha le aseguró que sus enemigos pronto se unirían a ella como parte de su horda. En el episodio "Walk with Us", Alpha no está satisfecha con las secuelas del incendio de Hilltop ya que todavía no tiene todo lo que quiere: Lydia. Negan luego captura a Lydia y lleva a Alpha a su supuesta ubicación donde Alpha intenta matar a su hija para que Lydia siempre esté con ella como parte de la horda de Alpha. Sin embargo, esto demuestra ser una trampa y Negan corta la garganta de Alpha, matándola. Negan luego entrega la cabeza zombificada cortada de Alpha a Carol con quien había estado trabajando todo el tiempo. En el episodio "Look at the Flowers", Carol coloca la cabeza zombificada de Alpha en una de las picas en la frontera de la misma manera que Alpha hizo con aquellas víctimas. Posteriormente es perseguida por alucinaciones de Alpha, lo que representa el deseo de Carol de morir. Beta y otros dos Susurradores luego descubren la cabeza decapitada de Alpha. Enfurecido, Beta obliga a uno de los hombres a permitir que Alpha lo muerda después de identificar erróneamente a Beta como el "nuevo Alpha". Luego lleva la cabeza de Alpha a un hotel conectado con el pasado de Beta como un famoso músico conocido como "Half Moon" y pasa la noche usando su música para buscar en una manada masiva. Por la mañana, Beta agradece a Alpha antes de bajarla con un cuchillo en la cabeza. Luego quita parte de la cara de Alpha y la usa para reparar su máscara de caminante dañada.

## Desarrollo y recepción

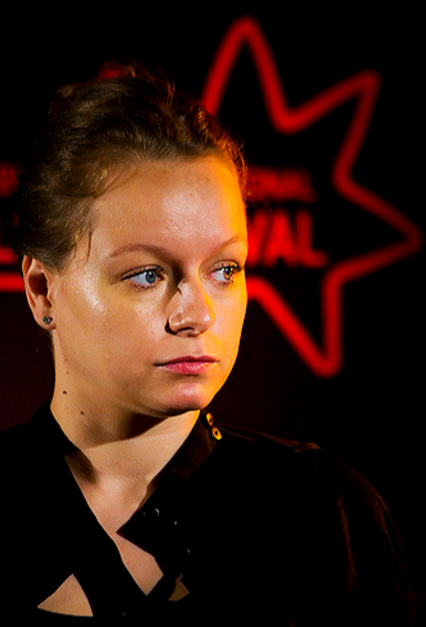
Samantha Morton como Alpha, fue elegida para el papel de la líder de los Susurradores.

Alpha es interpretada por Samantha Morton en la serie de televisión The Walking Dead, que comienza con la novena temporada. El episodio "Adaptation" marca la primera aparición de Samantha Morton como Alpha, la líder de los Susurradores. Su casting se anunció por primera vez en julio de 2018. Morton se une al reparto principal a partir del episodio "Omega", ya que su nombre aparece en los créditos de apertura. Para su papel como Alpha, Morton se cortó y se rapo el cabello de verdad para este episodio. Morton dijo con respecto a hacerlo en la cámara: "Oh, me encantó. Simplemente se siente muy real, y lo que la audiencia está viendo es real, ¿sabes? Y hay emociones al respecto, pero lo práctico para el pre-Alpha es que el cabello , se está convirtiendo en algo. Se está transformando de oruga a mariposa, pero no en la mariposa más bonita, ¿sabes? Está cambiando por completo quién es, y si eso es un trauma y algo que ver con el cerebro, o que acaba de encontrarla. verdadero yo que puede ser por lo que le está pasando al mundo." En Rotten Tomatoes, el consenso crítico para el episodio "Omega" dice: "'Omega' utiliza un narrador poco confiable para desarrollar a Alpha, un fanático vestido de piel de zombi y logra que sea aún más desconcertante, pero algunos espectadores pueden encontrarlo. la estructura del flashback del episodio y los gráficos laterales son más laboriosos que reveladores." En Rotten Tomatoes, el consenso crítico leyó para el siguiente episodio "Guardians": " 'Guardians' presenta historias duales de liderazgo probado con resonancia temática y brinda al malévolo Alpha una gran oportunidad para demostrar su villanía, aunque  The Walking Dead  todavía está ocultando el contexto crucial de los espectadores que desean comprender las motivaciones de sus héroes." Erik Kain de Forbes en su reseña de "The Calm Before" dijo: "Alpha usa el cuero cabelludo de la mujer y sus largos mechones dorados como un disfraz. Entra en el Reino y camina por la feria de Ezekiel. Incluso tiene una conversación (muy espeluznante) con el Rey, que no parece darse cuenta de lo rara que es esta mujer ." Escribiendo para  Den of Geek! , Ron Hogan dijo en su crítica: "el equipo creativo puede devolverle la llamada, esparciendo momentos de esperanza frente a Alpha. A diferencia de Lydia, que se dejó engañar por ella, se siente rechazada y aunque no se muestra en su cara, se muestra en sus acciones y en su conversación con Daryl en el punto de la escopeta. Los mismos incidentes afectan a dos personas relacionadas de manera totalmente diferente, y en el desenlace del episodio, las mismas cosas que dan dulzura y felicidad terminan causando el mayor dolor agridulce ".
Jeff Stone, que escribió para IndieWire, comentó sobre el borde de la decapitación: "Es algo gracioso que Alpha parecía saber cuán importante era cada personaje y los ordenó en consecuencia".  Alex McLevy escribiendo para  The A.V. Club comentó que: "Alpha que muestra la horda caminante a Daryl es un concepto narrativo fuerte, el equivalente a advertir a tu enemigo sosteniendo un ICBM y diciendo que no tienes miedo de usarlo".